# 원위
원위(영어: ONEWE)는 RBW 소속으로 2019년 5월 13일에 데뷔한 대한민국의 5인조 보이 밴드이다.
실용음악학원에서 만난 강현, 하린, 기욱이 처음으로 팀을 만들었고 이후 아는 사이였던 동명이 합류하였다. 그 뒤 멤버들이 세션으로 참여했던 K팝 경연대회에서 대상을 받은 용훈을 영입해 지금의 팀이 만들어졌다.
2015년 8월 13일 mas0094라는 팀명으로 첫 앨범을 발매하였으며, 이후 2019년 5월 13일, 데뷔 싱글 <1/4>를 통해 ONEWE라는 팀명으로 재데뷔하였다.
정규 1집 <ONE> 앨범 이후로 발매하는 모든 앨범의 곡들을 멤버들이 직접 작사, 작곡하고 있다.

## 구성원
| 이름 | 소개 |
| ---- | --- |
| 용훈 | - 본명 : 진용훈 (陳勈訓) - 생년월일 : 1994년 8월 17일(30세) - 출생지 : 대한민국 울산광역시 중구 유곡동 - 학력 : 함월고등학교 동아방송예술대학교 실용음악과 (중퇴) - 활동기간 : 2019년 5월 13일 ~ 현재 - 가족관계 : 남동생 진광훈 (1998년)생 |
| 하린 | - 본명 : 주하린 - 생년월일 : 1998년 3월 29일(27세) - 출생지 : 대한민국 서울특별시 광진구 - 학력 : 글로벌사이버대학교 방송연예학과 - 활동기간 : 2019년 5월 13일 ~ 현재 - 가족관계 : 여동생 주예지 (2000년)생                                 |
| 강현 | - 본명 : 강현구 - 생년월일 : 1998년 11월 24일(26세) - 출생지 : 대한민국 경기도 화성시 - 학력 : 글로벌사이버대학교 방송연예학과 - 활동기간 : 2019년 5월 13일 ~ 현재                                                                          |
| 동명 | - 본명 : 손동명 (孫東明) - 생년월일 : 2000년 1월 10일(25세) - 출생지 : 대한민국 경기도 수원시 - 학력 : 서울공연예술고등학교 실용음악과 - 가족 : 쌍둥이 동생 원어스의 멤버 시온 - 활동기간 : 2019년 5월 13일 ~ 현재                          |
| 기욱 | - 본명 : 이기욱 - 생년월일 : 2000년 1월 24일(25세) - 출생지 : 대한민국 경기도 수원시 - 학력 : 한림연예예술고등학교 실용음악과 - 활동기간 : 2019년 5월 13일 ~ 현재                                                                           |

## 음반 외 활동

### 예능 프로그램
| 연도   | 기간               | 방송사          | 출연작 명                      | 출연 멤버     | 역할   | 장르 | 비고 |
| ------ | ------------------ | --------------- | ------------------------------ | ------------- | ------ | ---- | ---- |
| 2019년 | 5월 15일           | 아리랑TV        | 《심플리케이팝》               | 멤버 전원     | 게스트 | 예능 | 출연 |
| 2019년 | 9월 17일           | 아리랑TV        | 《애프터 스쿨 클럽》           | 멤버 전원     | 게스트 | 예능 | 출연 |
| 2019년 | 9월 20일           | 티비에스        | 《팩트인스타 팩터뷰》          | 멤버 전원     | 게스트 | 예능 | 출연 |
| 2019년 | 9월 일             | 아리랑TV        | 《심플리케이팝》               | 멤버 전원     | 게스트 | 예능 | 출연 |
| 2020년 | 6월 16일           | 아리랑TV        | 《애프터 스쿨 클럽》           | 멤버 전원     | 게스트 | 예능 | 출연 |
| 2020년 | 7월 2일            | 엠넷            | 《 굿걸 누가 방송국을 털었나》 | 멤버 전원     | 게스트 | 예능 | 출연 |
| 2020년 | 9월 11일           | JTBC            | 《히든싱어(시즌6)》            | 진용훈 손동명 | 게스트 | 예능 | 출연 |
| 2020년 | 11월 15일          | 아리랑TV        | 《사장님귀는 당나귀 귀》       | 멤버 전원     | 게스트 | 예능 | 출연 |
| 2020년 | 12월 22일          | 아리랑TV        | 《애프터 스쿨 클럽》           | 멤버 전원     | 게스트 | 예능 | 출연 |
| 2021년 | 6월 27일           | 티비에스        | 《팩트인스타》                 | 멤버 전원     | 게스트 | 예능 | 출연 |
| 2021년 | 7월 20일           | 아리랑TV        | 《애프터 스쿨 클럽》           | 멤버 전원     | 게스트 | 예능 | 출연 |
| 2021년 | 12월 10일          | 티비엔          | 《엄마는 아이돌》              | 멤버 전원     | 게스트 | 예능 | 출연 |
| 2019년 | 12월 17일          | 티비엔          | 《엄마는 아이돌》              | 멤버 전원     | 게스트 | 예능 | 출연 |
| 2022년 | 1월 7일            | 티비엔          | 《엄마는 아이돌》              | 멤버 전원     | 게스트 | 예능 | 출연 |
| 2022년 | 1월 11일           | 아리랑TV        | 《애프터 스쿨 클럽》           | 멤버 전원     | 게스트 | 예능 | 출연 |
| 2022년 | 1월 14일           | 티비엔          | 《엄마는 아이돌》              | 멤버 전원     | 게스트 | 예능 | 출연 |
| 2022년 | 2월 2일 ~ 4월 20일 | 국방티비        | 《으랏차차 한국독립전쟁사》    | 진용훈        | 게스트 | 예능 | 출연 |
| 2022년 | 4월 1일            | 케비에스 이티비 | 《유희열의 스케치북》          | 멤버 전원     | 게스트 | 예능 | 출연 |
| 2022년 | 6월 29일 ~ 현재    | 엠넷            | 《그레이트 서울 인베이전》     | 멤버 전원     | 참가자 | 예능 | 출연 |

### 라디오
| 연도   | 기간     | 방송사            | 프로그램                            | 출연자             | 역할   | 장르 | 비고             |
| ------ | -------- | ----------------- | ----------------------------------- | ------------------ | ------ | ---- | ---------------- |
| 2019년 | 8월 29일 | 엠비씨 표준엠     | 《산들의 별이 빛나는 밤에》         | 멤버 전원          | 게스트 | 예능 | 출연             |
| 2019년 | 9월 3일  | 에스비에스 파워FM | 《최화정의 파워타임》               | 진용훈 손동명 키아 | 게스트 | 예능 | 출연             |
| 2019년 | 9월 24일 | 엠비씨 표준엠     | 《아이돌 라디오》                   | 멤버 전원          | 게스트 | 예능 | 출연             |
| 2019년 | 10월 1일 | KBS 제2FM         | 《악동뮤지션 수현의 볼륨을 높여요》 | 멤버 전원          | 게스트 | 예능 | 출연             |
| 2020년 | 1월 30일 | 엠비씨 표준엠     | 《아이돌 라디오》                   | 멤버 전원          | 게스트 | 예능 | 원어스 동반 출연 |
| 2020년 | 5월 26일 | 네이버 나우       | 《6시5분전》                        | 멤버 전원          | 게스트 | 예능 | 출연             |
| 2019년 | 9월 24일 | 엠비씨 표준엠     | 《아이돌 라디오》                   | 멤버 전원          | 게스트 | 예능 | 출연             |
| 2019년 | 9월 24일 | 엠비씨 표준엠     | 《아이돌 라디오》                   | 멤버 전원          | 게스트 | 예능 | 출연             |

### 뮤지컬
- 2023년 《드림하이》 - 동휘 역 (동명), (2023.5.13 ~ 2023.7.23 광림아트센터 BBCH홀)